# Мануел Алегре
Мануел Алегре (на португалски: Manuel Alegre) е португалски поет, писател и политик. Двукратен кандидат за президент на страната през 2006 и 2011 г. Член е на Социалистическата партия, като е депутат от нейната квота в парламента от 1975 г. насам.

## Биография
Като студент по право в Университета в Коимбра става член на нелегалната тогава Комунистическа партия и се обявява против режима на Антонио Салазар. През 1964 г. емигрира в Алжир, където работи в радио Voz da Liberdade („Гласът на свободата“). В емиграция пише и първите си стихосбирки „Площад на песента“, „Песента и оръжията“, „Лодка за Итака“ (1971). По това време творбите му са забранени от режима и се разпространяват нелегално в Португалия.
След Революцията на карамфилите става депутат в парламента на страната. През 1976 г. песента „Цвете на зеления бор“ по стихотворение на Алегре представя Поргуалия на Евровизия. По стихове на Алегре песни записват известните фадо изпълнтели Жоао Брага и Карлос Паредес.
През 2004 г. се кандидатира за лидер на Социалистическата партия, но губи от Жозе Сократеш. Две години по-късно се кандидатира за президент, но социалистите официално издигат бившия държавен глава Марио Соареш и Алегре участва като независим кандидат. Поетът събира 20,7% от гласовете. През 2011 г. Алегре отново е кандидат за президент, но губи от действащия държавен глава Анибал Каваку Силва.
Носител е на наградите „Песоа“ (1999) и „Камойш“ (2017).